# Proturentomon pectinatum
Proturentomon pectinatum är en urinsektsart som först beskrevs av Bruno Condé 1948.  Proturentomon pectinatum ingår i släktet Proturentomon och familjen Protentomidae. Inga underarter finns listade i Catalogue of Life.